# In another life
In Another Life is het eerste officiële soloalbum van Anne Soldaat uit 2009.

## Opnamen
Na het uiteengaan van Daryll-Ann startte Anne Soldaat de band Do-The-Undo, waar hij de belangrijkste spil in was. Na één album besloot hij de bandnaam te laten vallen, om vanaf dat moment zijn platen onder zijn eigen naam uit te brengen. In januari 2009 vertrok Soldaat met een aantal liedjes naar Los Angeles, waar hij de nummers opnam met producer Jason Falkner, die eerder werkte met Air, Beck en Paul McCartney. Falkner was al langer fan van Daryll-Ann en had de band al eens ontmoet toen hij met Air optrad in Amsterdam. Falkner wierp zich tijdens de sessies op als muzikant, arrangeur en artistiek leider, die de liedjes van Soldaat vorm gaf. Alle partijen op de plaat werden ingespeeld door Soldaat en Falkner, op de achtergrondzang van het nummer Pillow talk na. Falkner werd genoemd als mede-auteur bij 5 van de 11 nummers op het album. Na de opnamesessie nam Soldaat de opnames mee naar Nederland, waar ze werden afgemixt in Studio Sound Enterprise van Frans Hagenaars.
Op 20 april 2009 verscheen het album gelijktijdig op cd en vinyl. Op 26 april was er een presentatie van het album in Tivoli Utrecht en een dag later, 27 april, in de bovenzaal van Paradiso Amsterdam. De plaat kreeg positieve kritieken en er volgde een korte clubtournee. Tijdens deze tournee speelde Soldaat met toetsenist Matthijs van Duijvenbode en bassist Reyer Zwart van Do-The-Undo, drummer Marcel van As van Coparck en Maurits Westerik van GEM op zang en gitaar. Op 25 augustus 2009 werd het album genomineerd voor een 3voor12 Award. Bij het nummer Mr. Randalph werd een videoclip gemaakt, het nummer verscheen echter niet officieel op single.

## Muzikanten
- Anne Soldaat - alle instrumenten
- Jason Falkner - alle instrumenten

### Gastmuzikanten
- Christy Hindenlang - zang

## Tracklist
1. Runaway (Soldaat)
2. Pray for delay (Soldaat/Falkner)
3. Born to perform (Soldaat/Falkner)
4. Teenage view (Soldaat)
5. Mr. Randalph (Soldaat/Falkner)
6. Birdfights (Soldaat)
7. Mother of a lie (Soldaat/Falkner)
8. Rubitin (Soldaat/Falkner)
9. Going south (Soldaat)
10. Pillow talk (Soldaat)
11. Seven (Soldaat)

## Hitnotering
| "In another life" in de Nederlandse Album Top 100 - binnen: 25-04-2009 | "In another life" in de Nederlandse Album Top 100 - binnen: 25-04-2009 | "In another life" in de Nederlandse Album Top 100 - binnen: 25-04-2009 | "In another life" in de Nederlandse Album Top 100 - binnen: 25-04-2009 | "In another life" in de Nederlandse Album Top 100 - binnen: 25-04-2009 |
| Week                                                                   | 01                                                                     | 02                                                                     | 03                                                                     |                                                                        |
| ---------------------------------------------------------------------- | ---------------------------------------------------------------------- | ---------------------------------------------------------------------- | ---------------------------------------------------------------------- | ---------------------------------------------------------------------- |
| Nummer                                                                 | 81                                                                     | 75                                                                     | 78                                                                     | uit                                                                    |